# Wild Mood Swings
Wild Mood Swings (рус. Резкие перепады настроения) — десятый студийный альбом британской группы The Cure, выпущенный в 1996 году.
После альбома Wish стало очевидным, что над группой вновь нависла угроза распада. Ушли Порл Томпсон и Борис Уиллиамс, а у Саймона Гэллапа были проблемы со здоровьем и он взял отпуск. Состав группы насчитывал лишь Роберта Смита и Пэрри Бэмоунта. Однако, распада не произошло, в группу вернулся Роджер О’Доннелл, а Гэллап залечил свои болячки.
Это первый альбом с Джейсоном Купером в качестве полноценного ударника группы, он сыграл на барабанах в 9 песнях из 14, так как некоторые барабанщики, приглашенные для некоторых студийных сессий были более осведомлены некоторыми техническими особенностями определенных композиций.

## Запись
Во время записи альбома в студии среди непосредственных участников The Cure постоянно находились их друзья и родственники, а общая атмосфера была насыщена шутками и смехом.

## Выход альбома
Альбом был холодно принят фанатами (это подтверждается продажами всего в один миллион копий, в то время как предыдущий альбом The Cure, Wish, разошёлся тиражом в четыре миллиона). В 2005 году продажи в США достигли 363,410 копий. Как бы то ни было, Роберт Смит говорит, что это «один из его любимейших альбомов группы».
Побочная тема альбома затрагивает клубную жизнь 90-х. Больше всего это представлено в песнях «Club America» и «Want».

## Исполнение на концертах
Wild Mood Swings, как и The Top, является альбомом, песни с которого исполняются The Cure на концертах реже всех остальных.
В ходе турне 2008 4Tour группа исполняла лишь «Want» и один раз исполнила «Club America» в Мехико.
«Jupiter Crash» в последний раз исполнялась в 2004 во время Curiosa Tour.
Все остальные композиции не исполнялись с 1996 Swing Tour, кроме исполнения в 1998 песни «Treasure» на нескольких фестивалях.

## Список композиций
Все песни написаны Бэмоунтом, Купером, Гэллапом, О’Доннэллом и Смитом, кроме отмеченной.
1. Want — 5:06
2. Club America (Бэмоунт, Купер, Гэллап, Смит) — 5:02
3. This Is a Lie — 4:29
4. The 13th — 4:08
5. Strange Attraction — 4:19
6. Mint Car — 3:32
7. Jupiter Crash — 4:15
8. Round & Round & Round — 2:39
9. Gone! — 4:31
10. Numb — 4:49
11. Return — 3:28
12. Trap — 3:37
13. Treasure — 3:45
14. Bare — 7:57

Бонус треки
15. It Used to Be Me — 6:50
(Только в японской версии — во всем остальном мире вышла на стороне Б сингла «The 13th»).

## Участники записи
- Роберт Смит — гитара, 6-струнный бас, вокал
- Пэрри Бэмоунт — гитара, 6-струнный бас
- Джейсон Купер — ударные, перкуссия
- Саймон Гэллап — бас-гитара
- Роджер О’Доннэлл — клавишные

### Приглашённые музыканты
К созданию альбома подключалось много сторонних музыкантов.
Духовые
- Jesus Alemany — труба
- John Barclay — труба
- Steve Dawson — труба
- Richard Edwards — тромбон
- Sid Gauld — труба
- Will Gregory — саксофон
- Steve Sidwell — труба

Струнные
- Mister Chandrashekhar — скрипка
- Sue Dench — виола
- Leo Payne — скрипка
- Audrey Riley — виолончель
- Chris Tombling — скрипка

Ударные
- Ronald Austin — барабаны в «This is a Lie»
- Louis Pavlou — барабаны в «Club America»
- Mark Price — барабаны в «Mint Car», «Trap» и «Treasure»

### Работники студии
- Продюсеры: Стив Лайон, Роберт Смит
- Инженер: Стив Лайон
- Микширование: Пол Коркетт, Спайк Дрейк, Пол Колдери, Том Лорд-Элдж, Стив Лайон, Алан Молдер, Тим Палмер, Марк Сондерс, Эдриан Максвелл Шервуд, Шон Слейд, Роберт Смит
- Сведение: Иан Купер
- Аранжировка: Рональд Остин, Сид Гойлд, Уилл Грегори, Одри Райли, Роберт Смит
- Художественное оформление: The Cure, Энди Велла

## Чарты
Альбом — Чарт альбомов Соединённого Королевства (Великобритания)
| Год  | Чарт                          | Позиция |
| ---- | ----------------------------- | ------- |
| 1996 | The Official UK Top 75 Albums | 9       |

Billboard (Северная Америка)
| Год  | Чарт              | Позиция |
| ---- | ----------------- | ------- |
| 1996 | The Billboard 200 | 12      |

Синглы — Чарт синглов Соединённого Королевства (Великобритания)
| Год  | Название   | Чарт                           | Позиция |
| ---- | ---------- | ------------------------------ | ------- |
| 1996 | «The 13th» | The Official UK Top 75 Singles | 15      |
| 1996 | «Mint Car» | The Official UK Top 75 Singles | 31      |
| 1996 | «Gone!»    | The Official UK Top 75 Singles | 60      |

Billboard (Северная Америка)
| Год  | Название   | Чарт                               | Позиция |
| ---- | ---------- | ---------------------------------- | ------- |
| 1996 | «Mint Car» | Modern Rock Tracks                 | 14      |
| 1996 | «Mint Car» | The Billboard Hot 100              | 58      |
| 1996 | «The 13th» | Hot Dance Music/Maxi-Singles Sales | 11      |
| 1996 | «The 13th» | Modern Rock Tracks                 | 15      |
| 1996 | «The 13th» | The Billboard Hot 100              | 44      |